# Женишковцы
Жени́шковцы (укр. Жени́шківці, пол. Żeniszkowce) — село в Виньковецком районе Хмельницкой области Украины.
Население по переписи 2001 года составляло 1366 человек. Почтовый индекс — 32524. Телефонный код — 3846. Занимает площадь 5,741 км². Код КОАТУУ — 6820683001.
Село является местом компактного проживания старообрядцев-поморцев. В 1860 году в селе была построена старообрядческая молельня. В 1957 году она была закрыта и разрушена советской властью. В конце 1990-х предпринимались попытки возрождения часовни, окончившиеся неудачно.

## Местный совет
Село является административным центром Женишковецкого сельского совета.
Адрес местного совета: 32524, Хмельницкая обл., Виньковецкий р-н, с. Женишковцы.

## Выдающиеся жители
- В селе родился Герой Советского Союза Николай Ортынский.